# Gamissans
Gamissans és una masia del municipi de Sagàs (Berguedà), d'origen medieval tot i que una part de l'edifici actual és del segle xviii, inclosa en l'Inventari del Patrimoni Arquitectònic de Catalunya.

## Descripció
Gamissans és una masia d'estructura irregular. La part més antiga és la que està orientada a llevant, i és també la part més massissa. Té la coberta a dos vessants i amb el carener paral·lel a la façana. L'ampliació del segle xviii comportà la construcció d'una nova ala orientada a migdia amb porxos o eixides. També es cobrí amb una teulada a dos vessants i amb el carener paral·lel a la façana. Ambdues construccions, col·locades en angle recte, determinen amb els corrals la lliça de la casa. Així, l'era pròpiament dita, queda situada fora el recinte de la casa. La casa conserva encara a la part baixa les voltes medievals de mig punt i de volta apuntada.

## Història
La documentació medieval del segle X esmenta ja el topònim "Gamissane". La masia de Gamissans fou ja una gran propietat a l'època medieval; l'any 1312 hi ha documentada l'església romànica dedicada a Sant Andreu (actualment al terme municipal de Puig-reig) i regida pel mateix capellà de la Guàrdia i de la propera església de Sant Esteve de Valldoriola.
La casa, de considerables dimensions, fou durant la darrera carlinada refugi per a 3.000 homes de les forces carlines. S'hi reuniren importants capitostos carlins amb els infants Don Alfons i Doña Blanca.